# Monica Lovinescu
Monica Lovinescu (n. 19 noiembrie 1923, București – d. 20 aprilie 2008, Paris) a fost o intelectuală română care și-a dedicat viața și opera luptei împotriva totalitarismului comunist. A fost la rândul ei critic literar, devenind o autoritate în materie de literatură română contemporană.

## Biografie

### Copilărie și educație
Monica lovinescu s-a născut în data de 19 noiembrie 1923 la București și a fost unica fiică a criticului literar Eugen Lovinescu și a profesoarei Ecaterina Bălăcioiu. A crescut într-o familie cu aplecare către lumea literelor, între verii săi numărându-se prozatorul Anton Holban, scriitorul Vasile Lovinescu și dramaturgul Horia Lovinescu.
La vârsta de opt ani (1931) i se publică un basm în revista Dimineața copiilor, iar la vârsta de 15 ani îi apar nuvele și schițe în revistele Vremea și Kalende sub pseudonimul „Ioana Tăutu”.
După moartea lui Eugen Lovinescu, în 1943, publică sub propriul nume romanul În contratimp în „Revista Fundațiilor Regale”, iar după război scrie critică teatrală în ziarul „Democrația” al lui Anton Dumitriu.
În anul 1942 a terminat Liceul „Notre Dame de Sion” din București, iar în 1946 a obținut licența „magna cum laude” a Facultății de Litere din cadrul Universității București și a primit o bursă în Franța. Lucrează ca asistentă a lui Camil Petrescu în cadrul seminarului de teatru condus de acesta.
După 1947 a trăit și a activat în exil în Franța, fiind una din cele mai cunoscute voci ale postului anticomunist Radio Europa Liberă, unde a realizat, printre altele, emisiunea Teze și antiteze la Paris. Mama sa a sfârșit în închisorile staliniste, un fapt care a marcat-o pentru tot restul vieții (arestată în 1958 și decedată în 1960). Angajamentul ferm anticomunist s-a soldat în 1977 cu un atentat asupra vieții sale și cu campanii de calomniere în presa românească și în publicațiile finanțate de către regimul comunist.
Monica Lovinescu a fost căsătorită cu poetul, publicistul și omul de radio Virgil Ierunca. Cuplul Lovinescu-Ierunca a întreținut relații apropiate cu figurile importante ale exilului românesc, locuința lor pariziană devenind un nod pentru exilul românesc și pentru scriitorii și personalitățile culturale române aflate în vizită la Paris. Prin publicitatea făcută disidenților români în presa internațională, Monica Lovinescu și Virgil Ierunca au contribuit la ameliorarea tratamentului acestora de către autoritățile de la București. După Revoluție, au ales să rămână în continuare în Franța, Lovinescu supraviețuindu-i soțului său cu câțiva ani. Rămășițele lor pământești au fost repatriate în 2008, fiind întâmpinate cu onoruri militare.

### Exil
După instaurarea regimului comunist în România, în 15 septembrie 1947, pleacă în Franța ca bursieră a statului francez (completează un Chestionar pentru cetățenii români aflați în străinătate, din 6 octombrie 1948 în care notează motivele și împrejurările plecării din România, țara în care se găsește și data intrării în acea țară) și solicită prelungirea pașaportului pentru finalizarea doctoratului în Litere. Refuzându-i-se cererea de prelungire a pașaportului, în primele zile ale anului 1948 cere azil politicîn Franța. Refuzul de a părăsi Franța și de a reveni în țară marchează începutul „monitorizării” sale iar notele și rapoartele din următorii ani vizează urmărirea, încercările de racolare și, ulterior, de denigrare a „obiectivului“.
În Franța colaborează cu articole și studii despre literatura română și despre ideologia comunistă care aservise România, publicând în revistele: East Europe, Kontinent, Preuves, L'Alternative, Les Cahiers de l'Est, Témoignages, La France Catholique. Este autoarea capitolului despre teatrul românesc din Histoire du Spectacle (Encyclopédie de la Pléiade, Gallimard, 1965).
Traduce în franceză texte românești sub pseudonimele „Monique Saint-Côme” și „Claude Pascal”, cel mai cunoscut fiind romanul La Vingt-cinquième heure („A douăzeci și cincea oră”) de Constantin Virgil Gheorghiu.
Colaborează la reviste românești din exil: Luceafărul, Caiete de dor, Ființa românească, Ethos, Dialog, Agora. După 1990 publică și în reviste literare și politice din România, în Contrapunct, România literară, 22, etc.

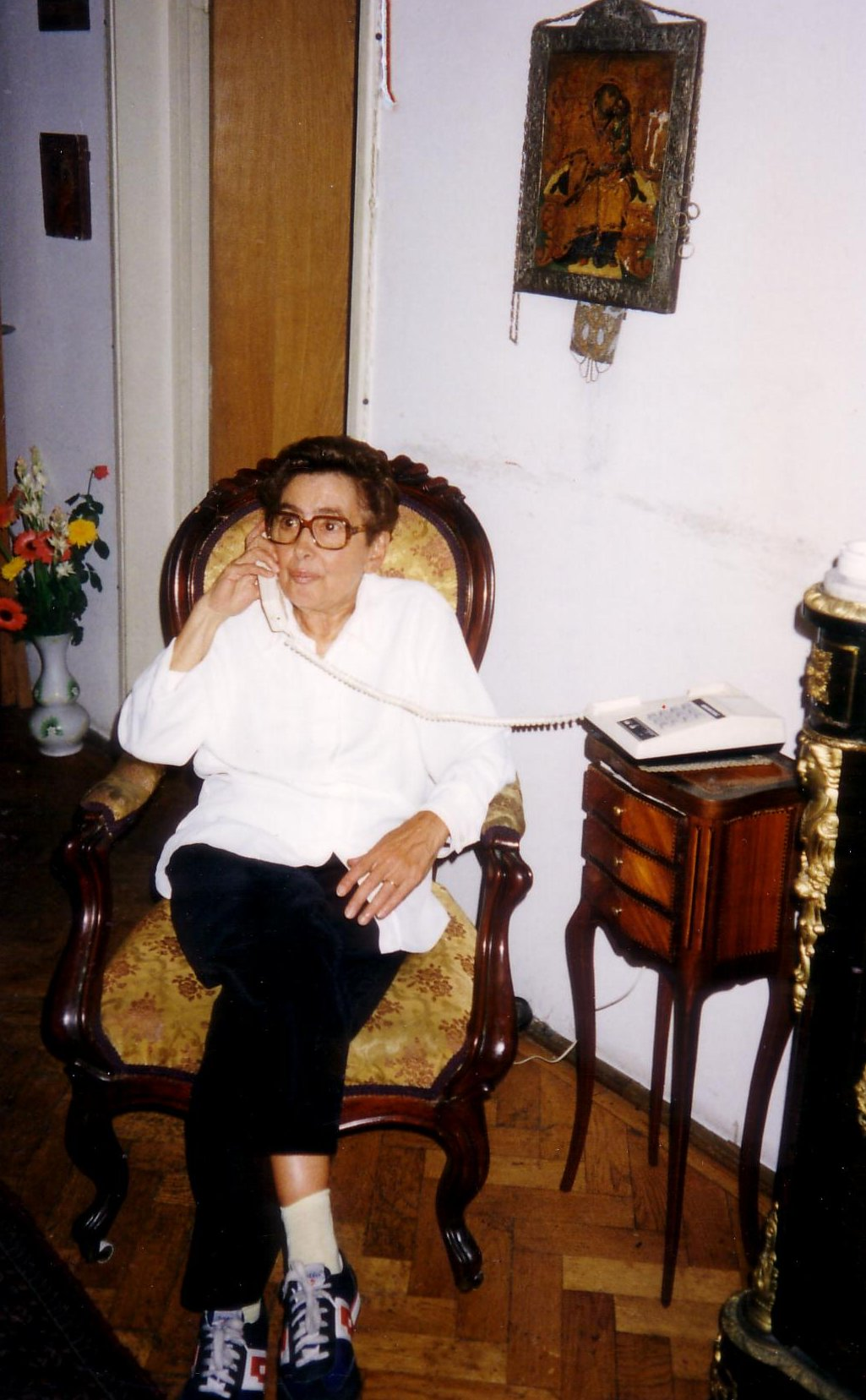
Monica Lovinescu la București în septembrie 1993

Din anul 1951 și până în 1974 colaborează la emisiunea în limba română a Radiodifuziunii Franceze, precum și la redacția centrală a emisiunilor pentru Europa răsăriteană. Începând din 1962 colaborează la Radio Europa Liberă unde avea două emisiuni săptămânale: Actualitatea culturală românească și Teze și antiteze la Paris. Aceste emisiuni au avut o puternică influență în România, atât în mediile culturale cât și în rândurile publicului larg.
O parte din cronicile literare radio, difuzate de Monica Lovinescu, au apărut în volumul Unde scurte (editura „Limite”, Madrid, 1978).
Din anul 1990, editura Humanitas i-a publicat cărțile, jurnalul și volumele de studii și articole citite la Radio Europa Liberă.

### Tentativă de asasinat
În 1977, în ajunul sosirii la Paris a lui Paul Goma, pentru a cărui eliberare militase, Monica Lovinescu a fost agresată fizic, în curtea casei sale din Paris (8, rue François Pinton), de doi agenți palestinieni trimiși de Securitate la ordinele lui Nicolae Ceaușescu. Este transportată în stare de comă la spital. După cinci zile părăsește spitalul, în pofida recomandărilor medicilor, pentru a participa la conferința de presă a lui Paul Goma la televiziunea franceză și pentru a denunța agresiunea la microfonul Europei Libere

.
În propriile ei cuvinte, la scurt timp după întâmplare:
„Vineri, 18 noiembrie, mă întorceam acasă spre orele 5 si jumătate după-amiaza. În curtea din fața casei se aflau doi necunoscuți (al doilea, pitit după un arbust, n-a apărut decât în ultima clipă). Primul care mi-a ieșit în față m-a întrebat în franțuzește, cu accent, dacă sunt "Madame Monica". Mi-am dat imediat seama că vine din partea unor români (în Franța nu se întrebuințează "domn" sau "doamna" alături de un prenume). Avea un plic mare în mână și mi-a spus că e un mesaj, să intrăm în casă să mi-l citească. Am simțit că e ceva suspect și am refuzat. A insistat să intre. Am refuzat din nou. Atunci a apărut și al doilea și au început să-mi dea în cap. Mi-am pierdut repede cunoștința, dar am apucat să țip. Un trecător (funcționar la poștă) s-a repezit și i-a pus pe fugă.”

### Sfârșitul
A încetat din viață la 20 aprilie 2008, la vârsta de 84 de ani, în spitalul Charles-Richet de la Villiers-le-Bel, în apropiere de Paris. Urnele cu cenușa Monicăi Lovinescu și a lui Virgil Ierunca au fost duse în România și depuse la Ateneul Român, unde a avut loc o ceremonie comemorativă. Înainte de a fi transportate spre Fălticeni, urnele au fost păstrate câteva săptămâni în „Casa Lovinescu”, apartament ce adăpostise cenaclul Sburătorul al tatălui său. În anul 2000, Monica Lovinescu a donat apartamentul fundației Humanitas Aqua-Forte în vederea reintroducerii acestui loc eminent al culturii române în circuitul cultural bucureștean. De asemenea, prin testament, Monica Lovinescu și-a donat casa din Paris statului român, pentru a deveni un loc de studiu și de găzduire pentru cercetători și bursieri români.

## Distincții
Pentru întreaga sa activitate de ziaristă și critic literar, Monica Lovinescu a fost distinsă cu Diploma de Onoare pe anul 1987 a Academiei Româno-Americane de Științe și Arte.
În 1999 președintele Emil Constantinescu i-a conferit ordinul Steaua României în grad de Cavaler.
În 2003 cărții sale Jurnal 1990-1993 i se acordă premiul „Cartea anului” al revistei România literară. Juriul a fost alcătuit din Ioana Pârvulescu, Marina Constantinescu, Adriana Bittel, Nicolae Manolescu, Gabriel Dimisianu, Alex. Ștefănescu și Tudorel Urian.
În anul 2008 președintele Traian Băsescu a decorat-o post-mortem cu Ordinul Național Steaua României în grad de Mare Ofițer.

## Operă

### Cărți
- Unde scurte. I, Limite, Madrid, 1978
- Unde scurte, Humanitas, 1990
- Întrevederi cu Mircea Eliade, Eugen Ionescu, Ștefan Lupașcu și Grigore Cugler, Cartea Românească, 1992
- Seismografe. Unde scurte II, Humanitas, 1993
- Posteritatea contemporană. Unde scurte III, Humanitas, 1994
- Est-etice. Unde scurte IV, Humanitas, 1994
- Pragul. Unde scurte V, Humanitas, 1995
- Insula Șerpilor. Unde scurte VI, Humanitas, 1996
- La apa Vavilonului. I, Humanitas, 1999
- La apa Vavilonului. II, Humanitas, 2001
- Diagonale, Humanitas, 2002
- Jurnal 1981–1984, Humanitas, 2003
- Jurnal 1985–1988, Humanitas, 2003
- Jurnal 1990–1993, Humanitas, 2003
- Jurnal 1994–1995, Humanitas, 2004
- Jurnal 1996–1997, Humanitas, 2005
- Jurnal 1998–2000, Humanitas, 2006
- Cuvântul din cuvinte, roman inedit, Humanitas, 2007
- La apa Vavilonului, Humanitas, 2008, ediția I
- La apa Vavilonului, Humanitas, 2010, ediția a II-a
- Jurnal inedit, Humanitas, 2001–2002

### Traduceri
Romanul lui Constantin Virgil Gheorghiu La vingt-cinquième heure (Ora a douăzeci și cincea/Ora 25), a fost tradus și scurtat (editat) de Monica Lovinescu sub pseudonimul Monique Saint-Côme. Romanul epic, cu o prefață a editorului său, Gabriel Marcel, a apărut la Editura Plon, „Feux Croisés”, Paris, în 1949. 

### Cărți scrise în colaborare și traduceri
- Adriana Georgescu-Cosmovici, Au commencement était la fin (La început era sfârșitul), Hachette, Paris, 1951. Traducere de Monica Lovinescu, sub pseudonimul Claude Pascal. Monica Lovinescu a notat, traducând direct în franceză, mărturia Adrianei Georgescu, fostă șefă de cabinet a prim-ministrului Rădescu, refugiată în Occident după o anchetă barbară.
- Stephen Lighton, L'Amérique n'a pas encore parlé, P. Mourousy, Paris, 1956. Semnată cu pseudonimul Stephen Lighton, a fost scrisă de Monica Lovinescu împreună cu Virgil Ierunca, subvenționați de un industriaș israelian de origine română, Stroe Lupescu.
- Ion Luca Caragiale, Une nuit orageuse; M’sieu Leonida face à la réaction; Une lettre perdue (O noapte furtunoasă, Conu' Leonida fata cu reacțiunea; O scrisoare pierdută), adaptare din românește de Eugène Ionesco și Monica Lovinescu, L’Arche, Paris, 1994.
- Marin Sorescu, Les nerfs, ça existe (Există nervi), 1970 (manuscris; difuzat la 1 iunie 1970 la postul de radio France-Culture).

### Îngrijiri de ediție
- Eugen Lovinescu, Sburătorul: agende literare, vol. I-VI, Minerva, București, 1993-2002 (ediție de Monica Lovinescu și Gabriela Omăt; note de Alexandru George, Margareta Feraru și Gabriela Omăt).

## Aprecieri
Decesul Monicăi Lovinescu este o mare pierdere pentru conștiința românească și europeană. Regretată de oameni de cultură, scriitori, jurnaliști:
- Tia Șerbănescu, jurnalist și scriitor:

„Știa prea bine că iubirea ei adâncă și aspră pentru noi și pentru țara în care-i sunt îngropați părinții ne găsește nepregătiți pentru adevăr, pentru discernământ, pentru schimbare dar n-a încetat să ni se devoteze și să depună mărturie despre noi până în ultimul rând pe care l-a scris. Monica Lovinescu. Numele său rostit la radio și scris pe o copertă era semnul că suntem bine-cuvântați de ea și bine scriși de ea. [...] Absența Monicăi Lovinescu [după revoluție] a fost încă un semn - arăta ce fel de "revoluție" a fost și cui a dat puterea: celor care i-au ucis mama, celor care au bătut-o la Paris și care se lăfăie și azi în Parlament și la televizor. [...] Noi am avut norocul nostru: Monica Lovinescu. Astăzi numele său este scris pe o cruce. Nu ne rămâne decât să-i ducem crucea amintindu-ne cum rostea: adevăratul curaj este cel fără speranță. Dar poate că acolo unde a plecat, îngerul dreptății îi va săruta mâna și pentru noi.”
- Doina Jela, scriitor și editor:

„Nu era greu s-o iubești pe Monica Lovinescu. Chiar și în ultimii ani ai vieții, insuportabil de grei pentru ea, chiar și în ultimele zile, a știut să facă din ceasurile pe care le petreceai alături de ea clipe de sărbătoare. Prin căldură, atenție față de celălalt, demnitate în suferință, distincție, umor. [...] Au iubit-o oamenii, fiindcă o asemenea perseverenta pedagogie severă și iubitoare nu rămîne niciodată fără răspuns, oricît am fi de sceptici și mizantropi”.
„Nu doar umorul a ferit-o pe Monica Lovinescu de vanități și de lăcomiile deșarte ale lumii acesteia. Nu doar plămada rară din care era alcătuita. Ci tocmai suferința, atît de bine, de domnește ascunsă. [...] S-ar fi smuls mereu din propria suferință, din propriul coșmar, un chin față de care chinurile iadului sînt nimic, pentru a sări în ajutorul altcuiva. Indiferența morală era, în ochii ei, păcat de neiertat.”
„Nu sînt singura căreia i-a spus 'Să nu mă plîngi. Pentru mine moartea este acum o fericire.'. De aceea nu pentru ea trebuie sa plîngem ca a plecat dintre noi, acum în Săptămîna Mare... Pe noi trebuie sa ne plîngem. Pentru noi Monica Lovinescu ar fi trebuit sa nu moară niciodată. Niciodată nu o să fim destul de maturi, de limpezi, de fermi ca să ne putem lipsi de discernămîntul ei moral, de intransigența ei iubitoare, de devotamentul pe care ni l-a arătat și de iubirea ei pentru noi, mai bună decît propria noastră iubire de noi. Fiindcă era o iubire exigentă, necomplezentă cu lașitățile, vanitățile, trufiile si lăcomiile noastre.”
- Emil Hurezeanu, jurnalist:

„Monica Lovinescu are aura unei posterități ilustre, fiind fiica lui Eugen Lovinescu. Ea a fost legată de a patra generație de postmaiorescieni, de grupul de la Sibiu - Calotă, Radu Stanca, Doinaș -, de care și eu sunt legat, chiar dacă sunt mai tânăr decât ei.”
„Jurnalele Monicăi Lovinescu sunt unul dintre cele mai importante documente de experiență umană dincolo de Cortina de Fier, dar strâns legate de realitățile românești. Deși nu a trăit în România în ultimii 50 de ani, a cunoscut bine România, a iubit-o, a slujit-o, în numele unei valori a spiritului liber pe care le-a susținut. Critic literar, comentator, analist politic, vocea ei inconfundabilă rămâne una din sursele de încredere și putere pe care românii au simțit-o ani în șir, în eterul undelor Europei Libere”.
- Cristian Tudor Popescu, ziarist:

„Odată cu dispariția Monicăi Lovinescu, se stinge vremea trăirii în cultură pe viață și pe moarte, a literaturii făcând știri de prima pagină, a artei la baionetă cu politica.”
„Monica Lovinescu reprezintă o rasă aproape dispărută: credincios practicant al lucidității morale; un om gata să moară pentru un principiu, pentru o convingere.”
- Gabriel Liiceanu, filozof, ziarist, editorul din România al operelor Monicăi Lovinescu:

„Monica Lovinescu, de ale cărei vorbe la Europa Liberă s-au agățat sute de mii de oameni înainte de 1990, a murit în stil românesc; înconjurată adică de ignoranța, indiferența și uitarea noastră. În ultimii ani, cât a stat literalmente țintuită la pat, telefonul încetase aproape să sune, iar cărțile ei memorabile apărute în acest răstimp în țară au făcut obiectul unui interes mediocru. De la un moment dat încolo românii n-au mai avut nevoie, pur și simplu, de Monica Lovinescu. La ce bun să ții minte un om a cărui valoare de întrebuințare dispăruse într-un interludiu al istoriei? Cu fiecare moarte ilustră, îmi spun că avem un adevărat har în a ne sabota sistematic istoria. Și asta pentru că nu suntem capabili să respectăm minima ei condiție: civilizația aducerii aminte”.
„Adevărul e că, neștiind să onorăm spiritul altuia, nu ne place să avem eroi și, mai ales, nu ne place să avem eroi contemporani. Românii preferă să-i uite pe cei care le-au dăruit ceva esențial din viața lor, deoarece, dispărându-le simțul comunitar, așa cum nu mai cred în jertfă, cred că e mai bine să nu datorezi nimic nimănui”.
- Horia-Roman Patapievici, filozof și eseist:

„Monica Lovinescu a fost un martor al adevărului și o voce a celor care nu puteau să aibă o voce înainte de 1989”
„Monica Lovinescu a fost un martor al adevărului, iar din momentul în care mama ei a fost asasinată în pușcărie și știind cum anume posteritatea unui om, cum a fost tatăl ei, Eugen Lovinescu, poate fi maltratată și mutilată de către un regim certat cu umanitatea și cu adevărul, Monica Lovinescu a înțeles că a fi martor al adevărului implică să fii o voce a celor care au fost martirizați în numele lui. Înainte de 1989, Monica Lovinescu a fost vocea tuturor celor care nu puteau să aibă o voce, iar după 1989 a fost un soi de memento al faptului că societatea și politica românească continuă să fie lipsite de criterii, iar deciziile importante sunt luate tot fără exigență etică. A murit un martor al adevărului”.
- Gabriela Adameșteanu, scriitoare, jurnalistă:

„Nu îmi pot imagina apariția cărților care vor rămâne în literatura română din perioada comunistă fără vocea protectoare, inconfundabilă, a Monicăi Lovinescu.”

## 2023, „Anul centenar Monica Lovinescu“
În februarie 2023, Gabriel Liiceanu organizează o conferință de presă la Librăria Humanitas Cișmigiu, inițiind „Centenarul Monica Lovinescu“. Sunt anunțate evenimentele, printre care inaugurarea unui Grup statuar în București, realizat de sculptorul Virgil Scripcariu; editarea unei Serii aniversare Monica Lovinescu și a unui Album Aniversar la Editura Humanitas, precum și Gala la Ateneul Român, în chiar ziua centenarului, 19 noiembrie. Tot atunci a fost decernat decernat, în primă ediție, Premiul „Monica Lovinescu“, pentru memorialistică, opere de erudiție, curaj intelectual sau civic. 
Grupul statuar, evenimentele și publicațiile au fost realizate prin efortul Fundației Humanitas - Aqua Forte, cu sprijinul Dedeman.
Cu ocazia dezvelirii Grupului statuar, Gabriel Liiceanu a motivat astfel gestul comemorării:
„Vorbind câteva decenii la Europa Liberă, Monica Lovinescu și Virgil Ierunca au pătruns în constelația noastră umană mai întâi ca «voci». Ei deveniseră o funcție, erau răzbunarea părții noastre care nu mai ajungea să se rostească. Ce «cuplu» formidabil au alcătuit ei cu noi! Istoria ne transformase în infirmi ai expresiei; ei ne înapoiau darul cuvintelor. Ce terapie formidabilă a însemnat pentru noi prestația lor! Să am curajul să-ntreb ce-am fi fost fără ei? N-a venit oare momentul, măcar acum, la centenarul nașterii Monicăi Lovinescu, să ne aducem aminte cât de mult le datorăm celor doi și cât de puțin le-am onorat memoria?“

### Cărți despre Monica Lovinescu
- Burlacu, Mihaela - Nicoleta (2014), Monica Lovinescu: o voce a exilului românesc, Iași: Editura Institutul European
- Cioabă, Cristina (2023), Monica Lovinescu: O viață, o voce, un destin, București: Editura Humanitas, ISBN 978-973-50-8138-6
- Doina Jela, Această dragoste care ne leagă, Humanitas, 1998, 2005. Cartea evocă figura mamei Monicăi Lovinescu, Ecaterina Bălăcioiu-Lovinescu, arestată de comuniști la vârsta de 71 de ani. Soția criticului Eugen Lovinescu a murit în închisoarea din Jilava și a fost înhumată într-o groapă comună.
- Jela, Doina (2008), O sută de zile cu Monica Lovinescu, București: Editura Vremea
- Liiceanu, Gabriel (2000), Declarație de iubire, București: Editura Humanitas
- Rosetti, Adina; Andone, Cristina; Grünberg, Laura; Iordan, Iulia; Pătrașcu, Victoria (2018), Nesupusele: 100 de femei pentru 100 de ani de Românie modernă, 1, București: Univers, ISBN 978-973-34-1068-3
- Ţarălungă, Ecaterina (2011), Enciclopedia identității românești. Personalităţi, Bucureşti: Litera Internaţional, ISBN 978-606-600-246-2
- Vladimirov, Iulia (2012), Monica Lovinescu în documentele Securității: 1949 - 1989, București: Editura Humanitas, ISBN 978-973-50-3629-4

### Filme despre Monica Lovinescu
- Mariana Bădan, Vocea speranței, TVR, 2005.
- Alexandru Solomon, Război pe calea undelor, 2007.
- Marilena Rotaru - ”Monica Lovinescu și Virgil Ierunca”, documentar realizat în 1996 în cadrul serialului de televiziune ”Memoria Exilului Românesc”.
- Marilena Rotaru - ”Monica Lovinescu la 80 de ani”, documentar realizat în 2003.

## Galerie

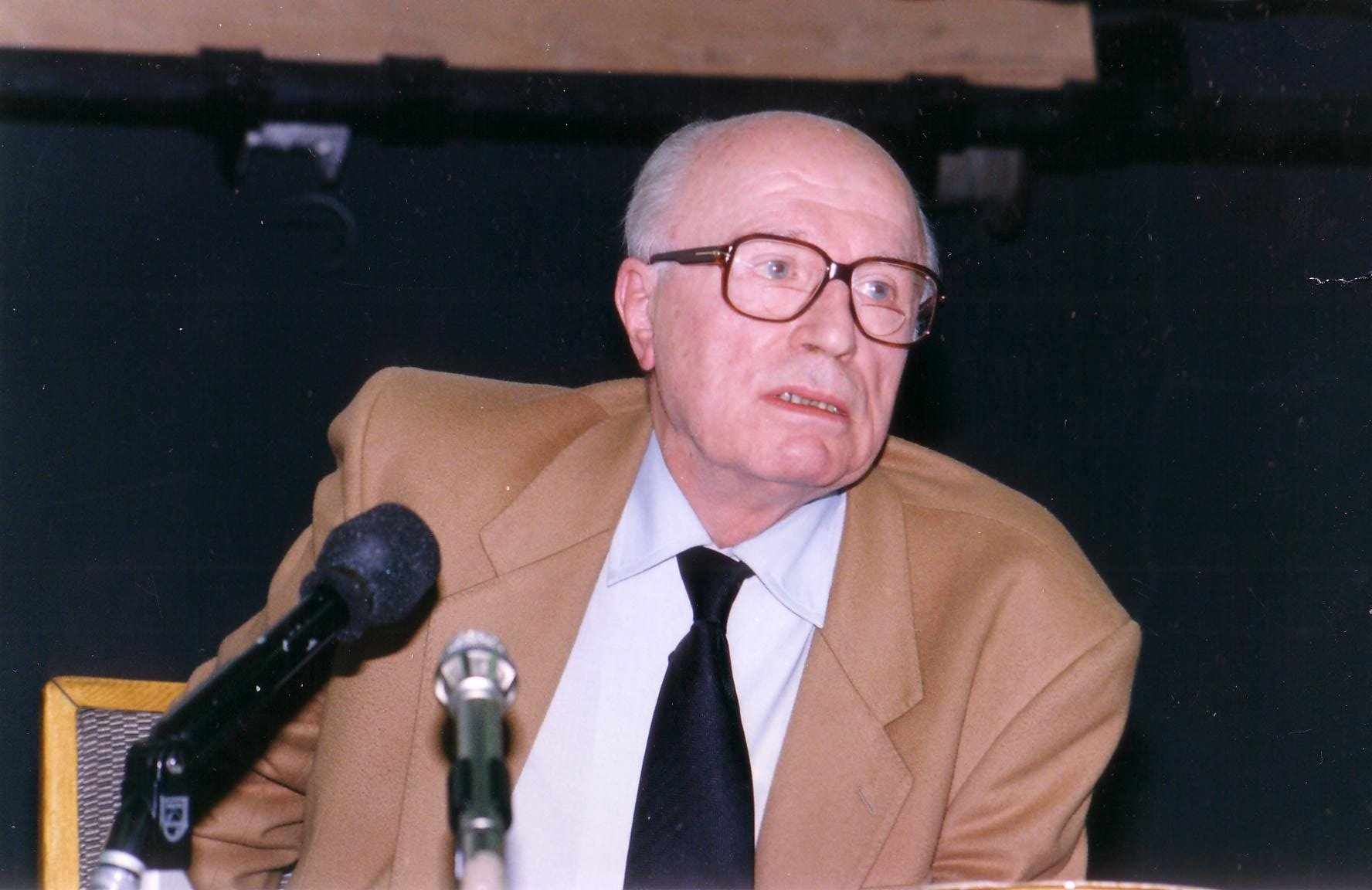
Virgil Ierunca
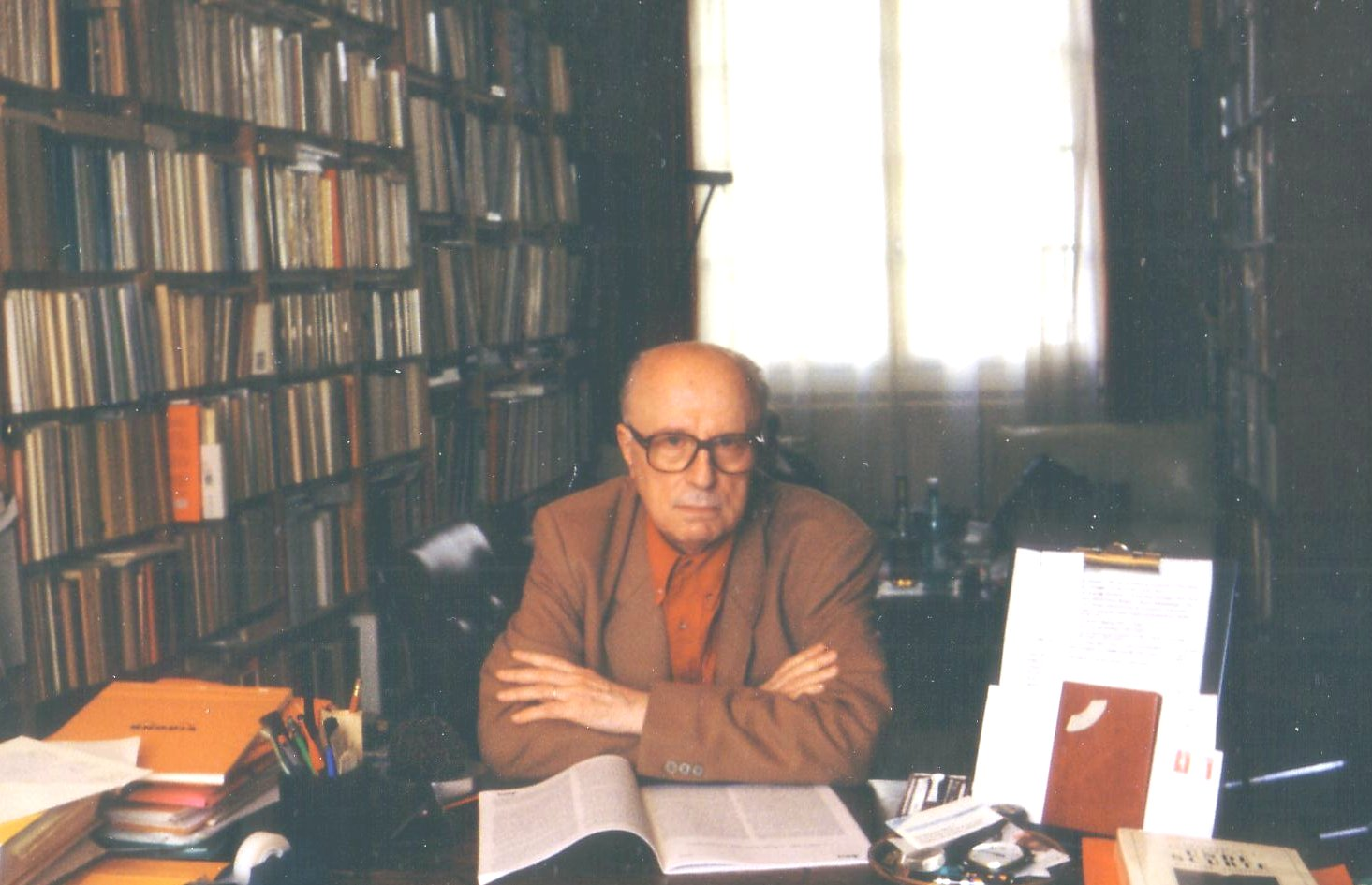
Virgil Ierunca
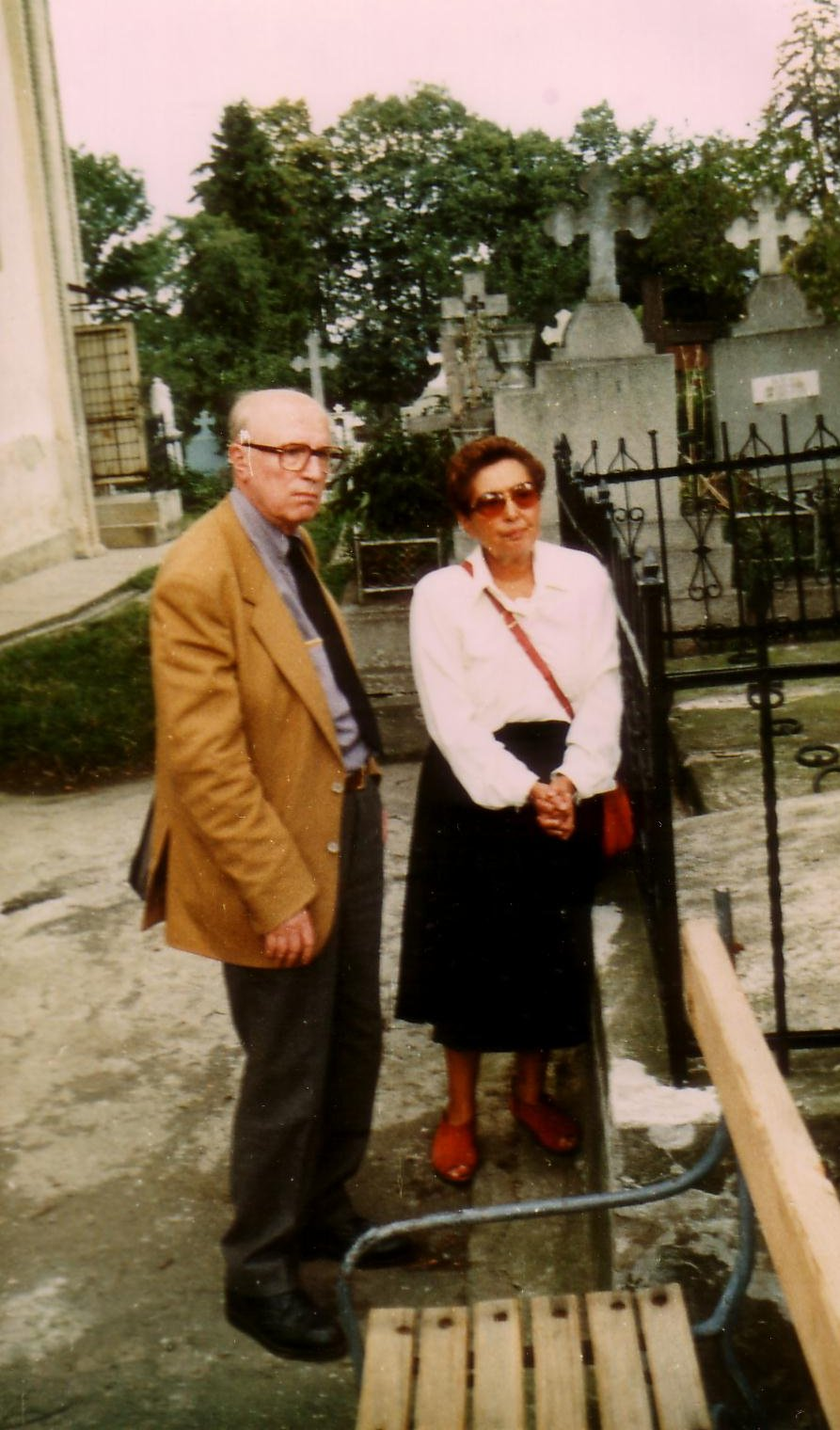
Monica Lovinescu și Virgil Ierunca
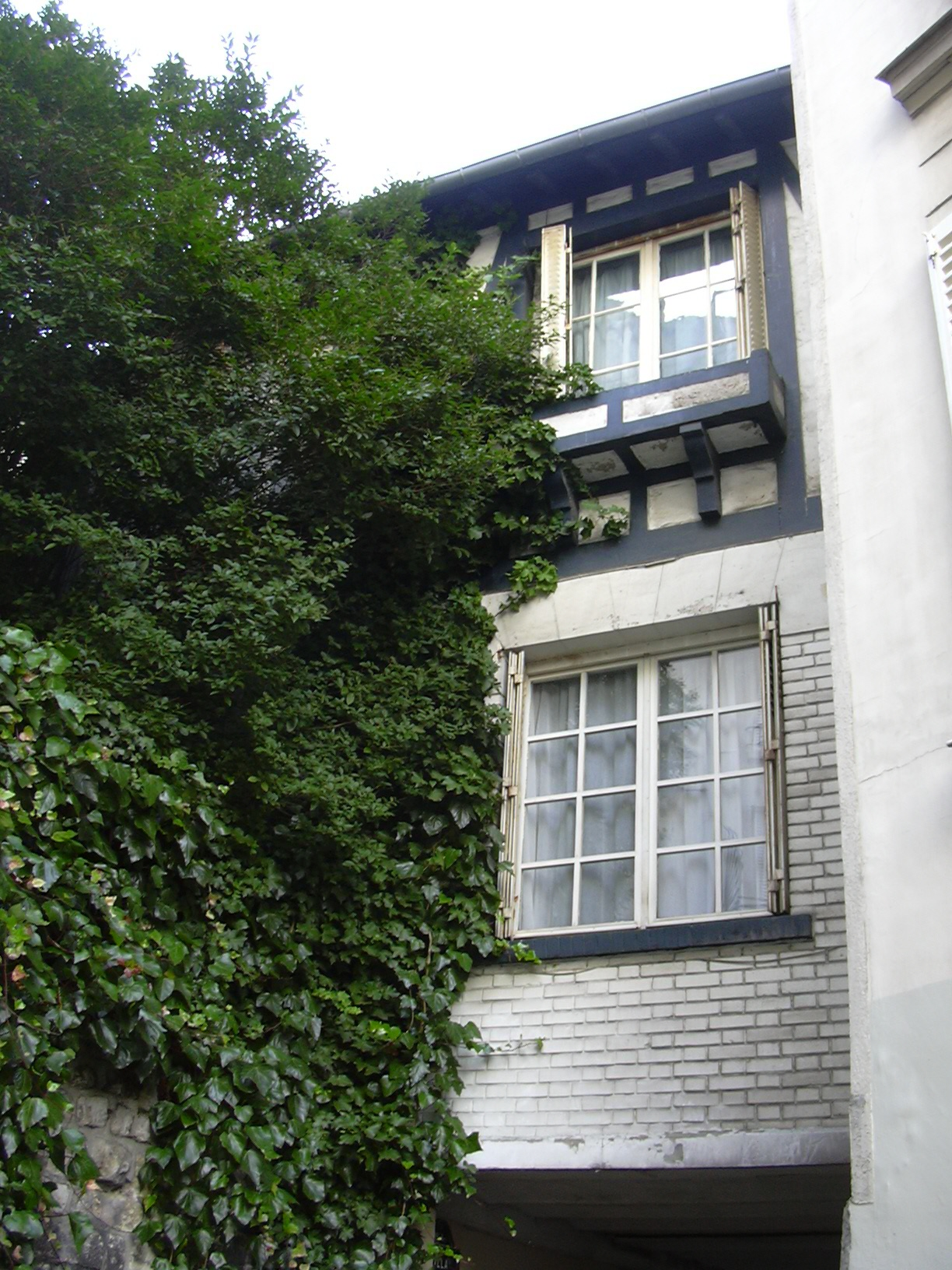
Casa din Paris